# Over the Garden Wall (film 1911)
Over the Garden Wall è un cortometraggio del 1911 diretto da George Melford. Il film, che fu prodotto dalla Kalem Company, venne interpretato da Carlyle Blackwell e Alice Joyce.

## Trama
Trama su Stanford.edu

## Produzione
Il film fu prodotto dalla Kalem Company.

## Distribuzione
Distribuito dalla General Film Company, il film - un cortometraggio in una bobina - uscì nelle sale statunitensi il 28 luglio 1911.